# Musée Ziem
Le musée Ziem se trouve dans le centre-ville de Martigues, Bouches-du-Rhône.
Il présente principalement des peintures du XIXe siècle.

## Origines
Le musée Ziem a été créé en 1908, à la suite d'un don de Félix Ziem (1821-1911) à la ville de Martigues d'une esquisse de Toulon, visite du président Émile Loubet aux escadres française et italienne en avril 1901. Le musée est installé depuis 1982 dans une ancienne caserne des douanes réhabilitée. Consacré aux Beaux-Arts lors de sa création, ce musée municipal s’est enrichi de nombreuses collections : de l'archéologie à l’art contemporain, en passant par un important fonds ethnographique. L’œuvre de Ziem est représentée par de nombreuses huiles et œuvres graphiques.

## Collections
- Œuvres de Félix Ziem, paysages de Venise, Constantinople et Martigues
- Peintures de l'école de Marseille: Émile Loubon, Paul Guigou, Jean-Baptiste Olive
- Paysages de Raoul Dufy, André Derain, Francis Picabia
- Collection d'ex-voto peints et en orfèvrerie: Trésor de la Vierge
- Objets provenant des fouilles archéologiques des sites de Martigues
- Art contemporain : Claude Viallat, André-Pierre Arnal, Ernest Pignon-Ernest, Georges Autard

## Principales expositions en hommage à Félix Ziem
- 1994 :  Félix Ziem, peintre voyageur, peintures
- 1995 :  Félix Ziem, peintre voyageur, œuvres graphiques
- 2001 :  Félix Ziem, la traversée d'un siècle
- 2008 :  Les Vies de Ziem  à l'occasion du centenaire du musée Ziem
- 2008 :  Le 19e siècle de Ziem  à l'occasion du centenaire du musée Ziem
- 2008 :  Le musée (de) Ziem  à l'occasion du centenaire du musée Ziem
- 2011 :  Les Ziem du Petit Palais, Paris
- 2013-2014 :  Félix Ziem, Peintures

## Œuvres de Ziem

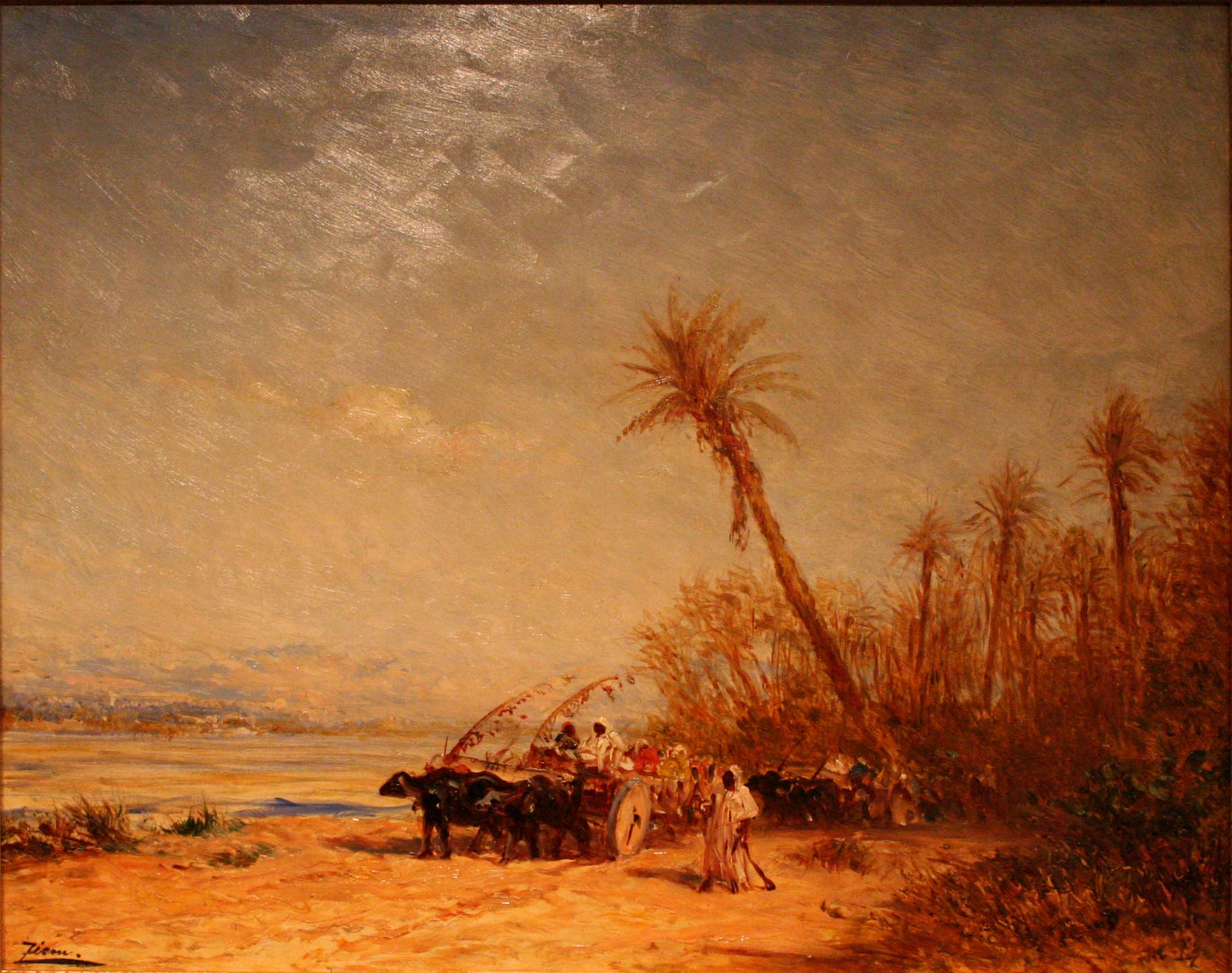
Paysage d'Asie mineure
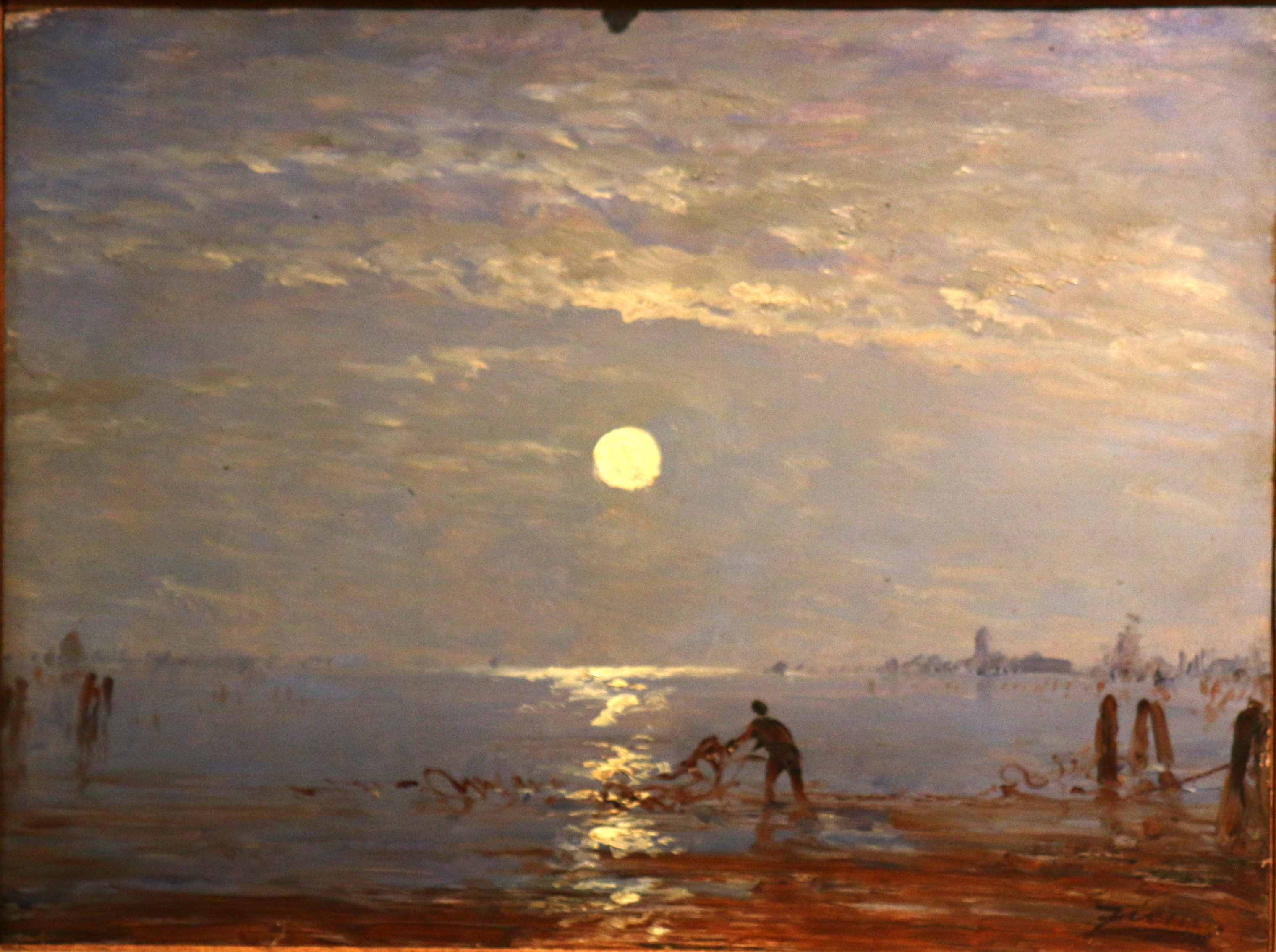
Pêcheur au clair de lune
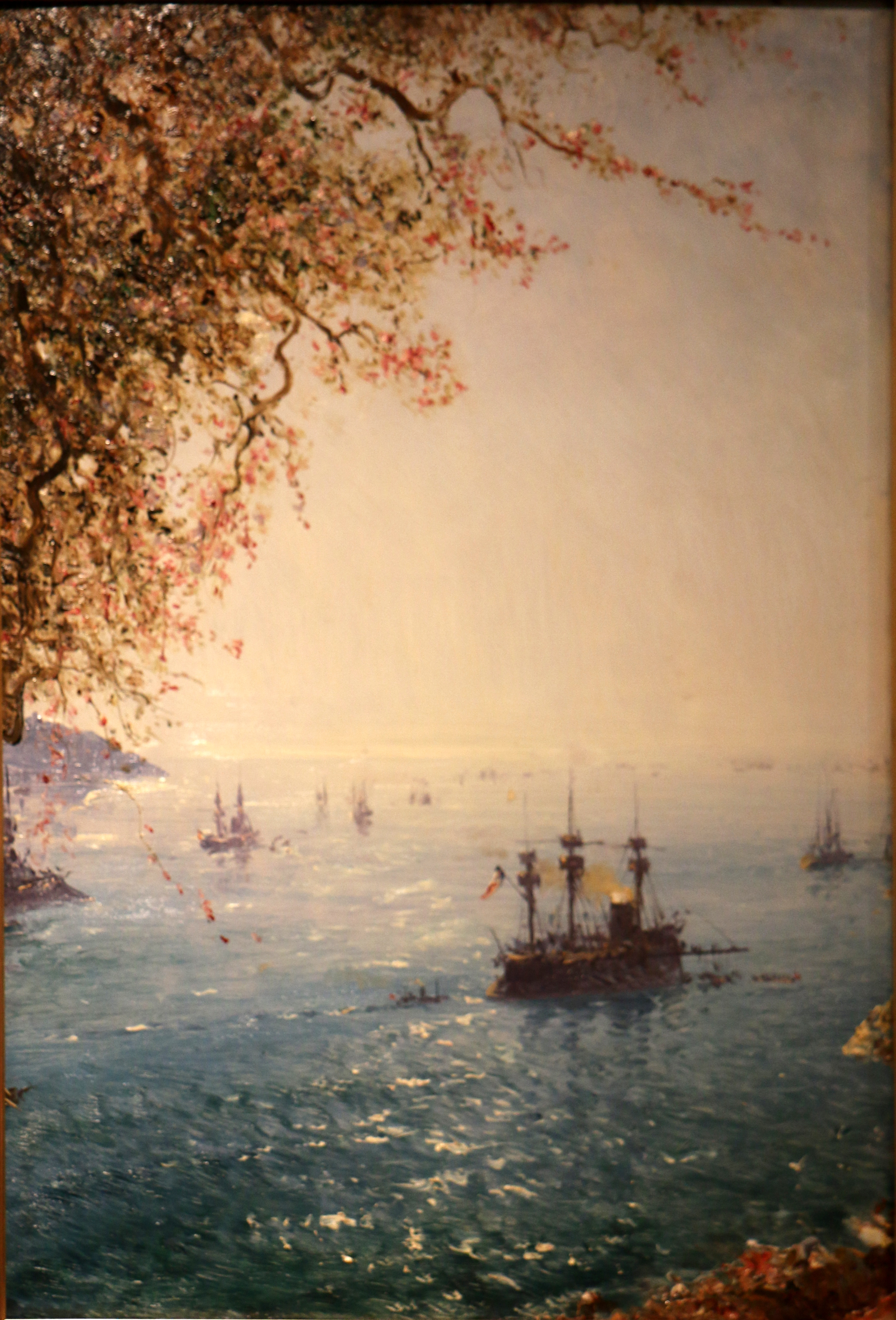
Villefranche-sur-Mer
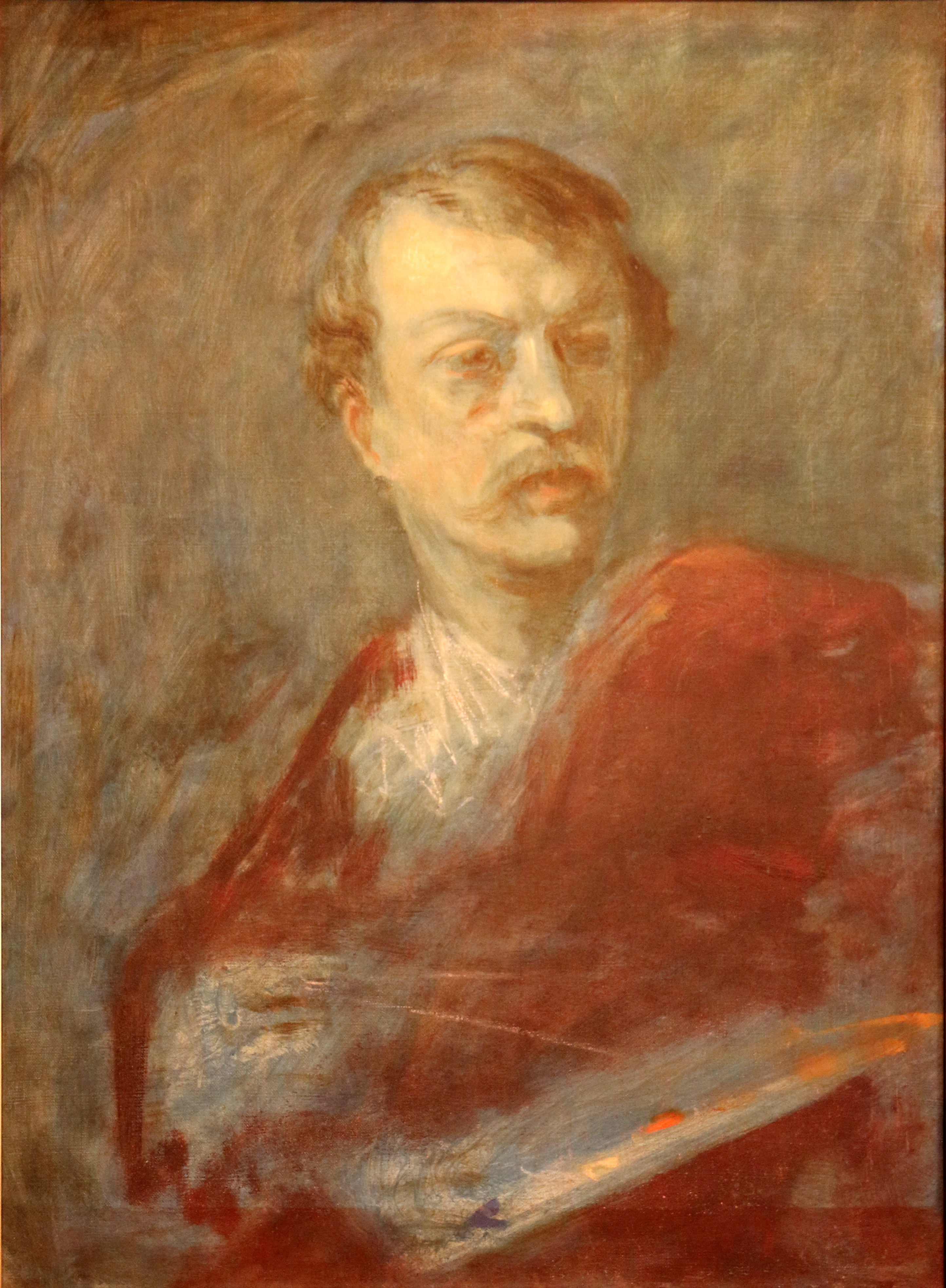
Autoportrait
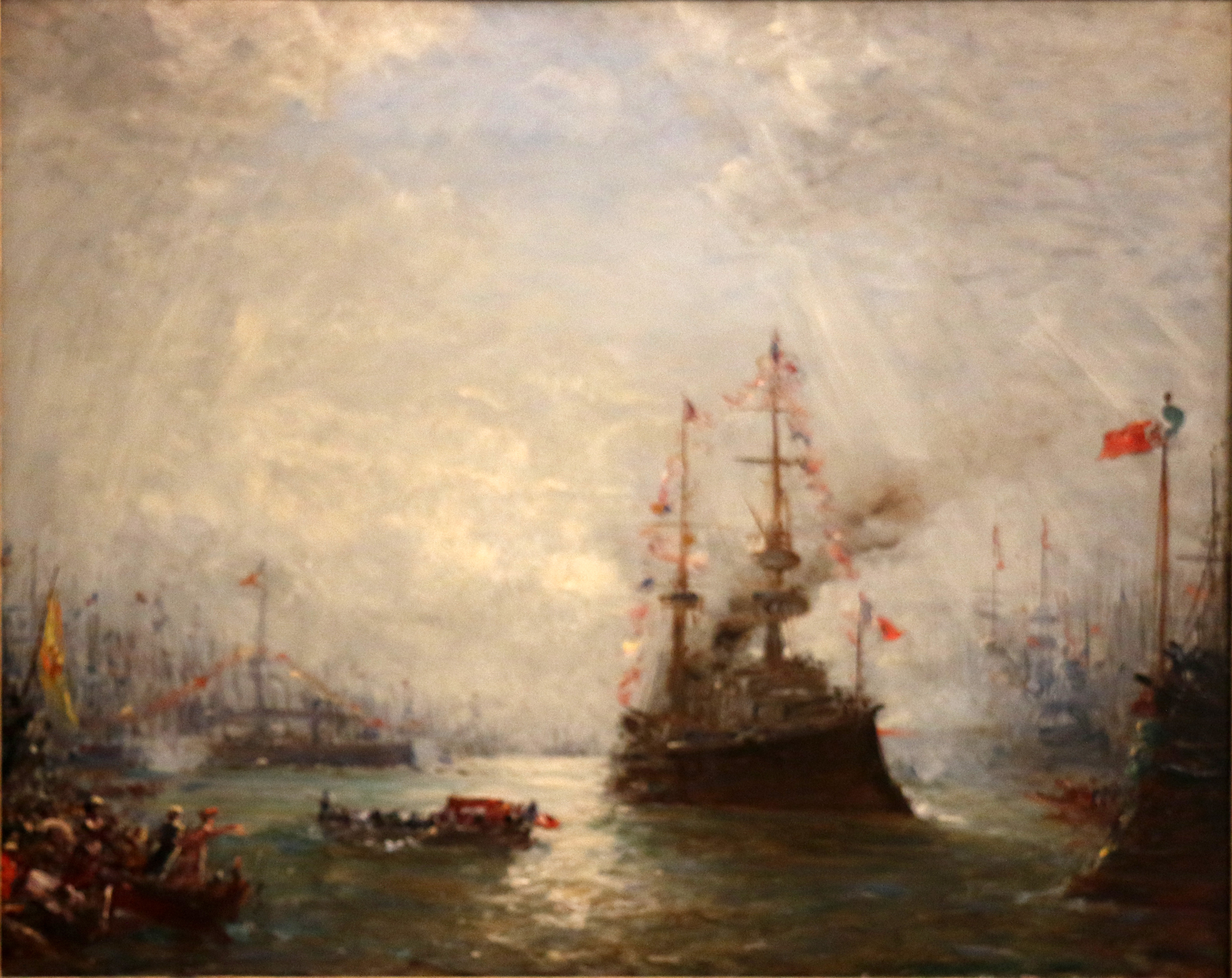
Toulon, visite du président Émile Loubet aux escadres française et italienne
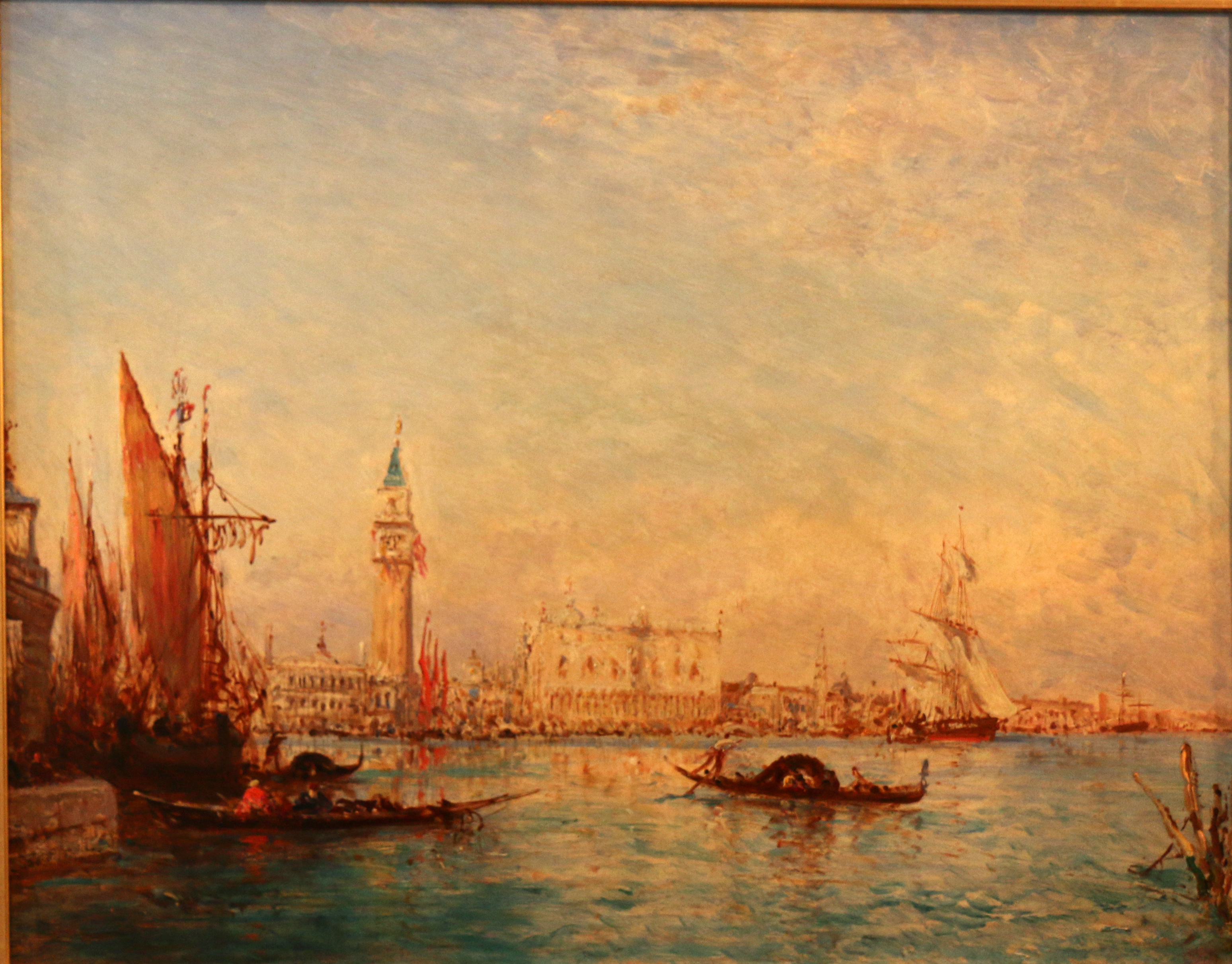
Venise, voiliers